# Луде, Альфред
Альфред Луде (фр. Alfred Loudet; 21 февраля 1836[…], Монтелимар — 13 июля 1898, Париж) — французский художник.

## Биография
Родился в 1836 году в городке Монтелимар в департаменте Дром. Сын штукатура.
С юности начал помогать отцу, и, проявив способности к рисованию, гораздо большие, чем необходимо для маляра, в возрасте 16 лет был зачислен в Школу изящных искусств Лиона. За успехи в обучении получил грант от префектуры департамента Дром, благодаря чему смог продолжить своё обучение в Париже, в Высшей школе изящных искусств под руководством живописца и педагога Леона Конье.
В 1862 году Луде участвовал в конкурсе на Римскую премию, но получил только третье место (при двух призовых). В 1863 году был награждён премией Школы изящных искусств в номинации «рисунок».
После окончания обучения преподавал рисование в различных лицеях Парижа. Поддерживал Парижскую коммуну, публиковал в левых журналах антиправительственные карикатуры, но репрессиям не подвергся.
Был известен картинами на античные сюжеты в ампирном ключе и работами, посвящёнными Великой французской революции.
Скончался в 1898 году в Париже.

## Галерея

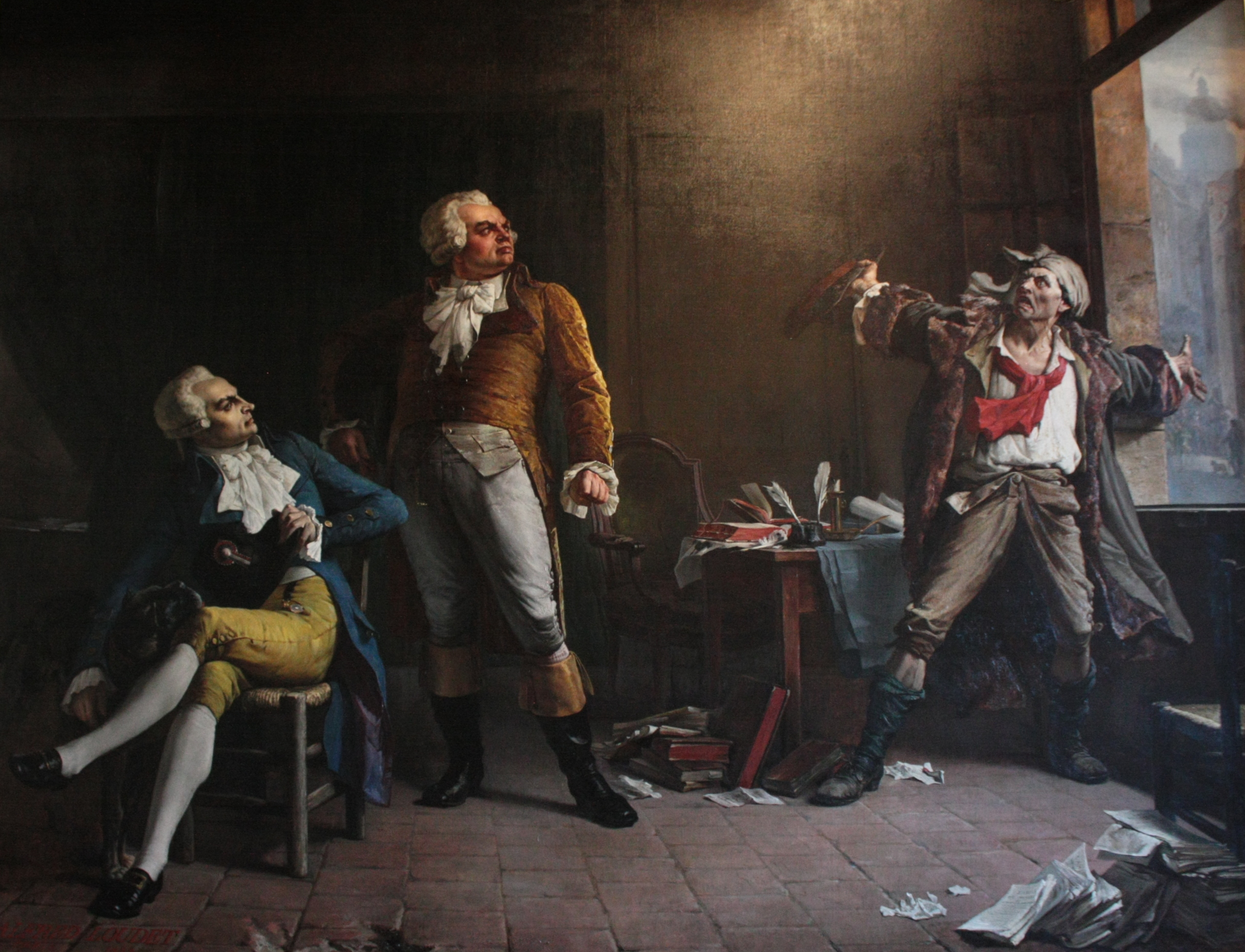
Марат (справа) оживлённо ангажирует на баррикады Дантона (в центре) и Робеспьера (слева). Музей французской революции, Визий.
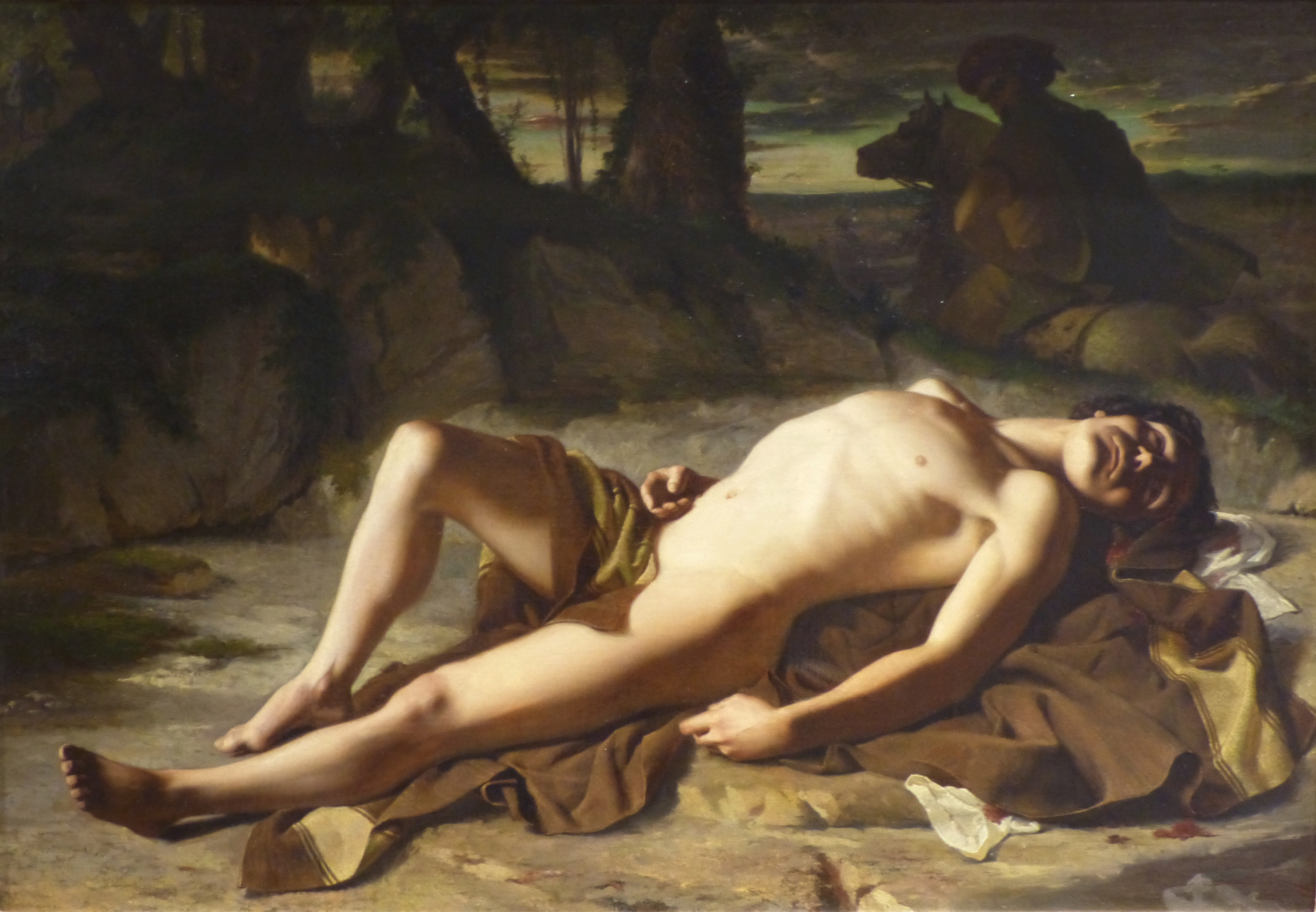
Убийство Авеля Каином. Музей истории и археологии, Валанс
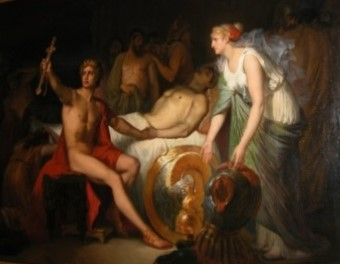
Ахиллес перед телом Патрокла